# Joscelin II. z Edessy

Edesské hrabství a Blízký východ roku 1135

Joscelin II., či také Jocelin II. (francouzsky Josselin II d'Édesse, vládl 1131–1149, zemřel roku 1159) byl čtvrtým a posledním vládnoucím křižáckým hrabětem z Edessy.

## Život
Roku 1125 byl mladý Joscelin II. zajat v bitvě u Azazu a poté byl jeruzalémským králem Balduinem II. vykoupen. O šest let později, v roce 1131 byl Joscelinův otec Joscelin I. zraněn v potyčce s danišmendovskými Turky a vláda v Edesse připadla Joscelinu II. Mladík odmítl s malou edesskou armádou pochodovat proti danišmendovcům. Joscelin I. byl donucen před Turky ustoupit a brzy na to zemřel.

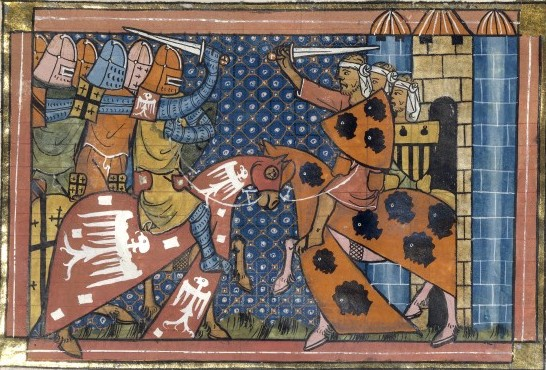
Snaha o dobytí Edessy roku 1146

Joscelin II. převzal Edesské hrabství jako nejslabší a nejizolovanější křižácký stát. V roce 1138 se spojil s antiochijským knížetem Raimondem I. a byzantským císařem Janem II. proti mosulskému atabegovi Zengímu. Zengí však jejich útoku odolal a spolupráce mezi křižáky a Byzantinci vázla, nakonec císař ustoupil a vrátil se do Konstantinopole.
Roku 1143 zemřel byzantský císař Jan II. i jeruzalémský král Fulko I. a mezi Zengím a Edessou tak již nestálo nic, co by Zengího mohlo zastavit. O rok později Zengí provedl invazi do křižáky ovládaných oblastí a Edessu skutečně lstí dobyl, když vylákal Joscelina i s vojskem z města. Muslimská armáda hraběte obešla a zaútočila na město ponechané bez obránců. Joscelin se pak již neodvážil zaútočit a znovudobýt Edessu. Stáhl se do pevnosti Turbessel západně od Eufratu. Roku 1146 se Joscelin pokusil Edessu dobýt nazpět, ale byl odražen Zengího synem Núr ad-Dínem . V důsledku pádu Edessy do muslimských rukou byla roku 1145 v Evropě vyhlášena druhá křížová výprava, která skončila neúspěchem.
Vztahy mezi křižáckými vládci v Edesse a Atiochii byly vždy napjaté. Zengí krátce po ztroskotání druhé křížové výpravy zničil antiochijskou armádu, kde padl i kníže Raimond z Poitiers. Joscelin II. jenom přihlížel a uzavřel s Núr ad-Dínem příměří. Muslimové příměří porušili a situace začala být i pro Joscelina II. ožehavá. Hrabě se roku 1150 vydal do Antiochie vyjednat společný postup. Po cestě do Antiochie byl však Joscelin přepaden, jeho doprovod pobit a on sám zajat a předán Núr ad-Dínovi. Ten dal hraběte oslepit a uvrhnout do vězení, kde v zapomnění o devět let později zemřel.